# Naruo Naoki
Naoki Naruo (sinh ngày 5 tháng 10 năm 1974) là một cầu thủ bóng đá người Nhật Bản.

## Sự nghiệp câu lạc bộ
Naoki Naruo đã từng chơi cho Montedio Yamagata, Sony Sendai, Albirex Niigata, Júbilo Iwata, Sanfrecce Hiroshima và Sagan Tosu.